# Klaus Lorenzen
Klaus Lorenzen (1930 – 2004) var en dansk embedsmand og under kodenavnene Depot/Paul spion for Stasi.

## Baggrund og karriere
Lorenzen blev i 1948 medlem af Danmarks Kommunistiske Parti, og to år senere mødte han under aftjeningen af sin værnepligt Flemming Sørensen (den senere Stasi-spion "Flame"), og de to blev nære venner. Lorenzen forlod DKP, da han flyttede til Aarhus i 1956, og i 1958 meldte han sig ind i Socialdemokratiet. Dette skete dog udelukkende for at gøre et bedre indtryk på sine omgivelser, og han fastholdt i hemmelighed sin kommunistiske overbevisning. Lorenzen blev kontorchef i Aarhus Kommunes socialforvaltning.

## Hvervet som agent
I slutningen af 1962 noterede en Stasi/HVA-officer, at Lorenzen allerede havde videregivet oplysninger til "Flame" om forsvarsinstallationer og vesttyske militærdepoter i Danmark, og han blev derfor tildelt dæknavnet "Depot".
"Depot" blev med "Flame" som mellemmand anvendt mod danske militære objekter, og han blev optrænet i brugen af koder, hemmelig skrift, dæklejligheder og "døde postkasser". Han mødtes både med en østtysk rejseagent i Aarhus og med Stasi-officerer i dæklejligheder i Østberlin, og han modtog penge for sine ydelser. Når Flemming Sørensen ikke var i landet, kommunikerede Klaus Lorenzen med den østtyske efterretningstjeneste via hemmelige tegn og såkaldt døde postkasser. Når der var post, fandt Lorenzen et hæfteplaster under dørhåndtaget på sin bil. Posten kunne han efterfølgende finde i den døde postkasse: Et hult træ i Mindeparken. Klaus Lorenzen havde også personlige møder med sine østtyske arbejdsgivere. Første gang var i 1963. Ifølge Ekstra Bladet rejste han til Vestberlin sammen med Flemming Sørensen, hvor han mødtes med sin østtyske føringsofficer Manfred Elisath.

## Opgaver som agent
Hans vigtigste opgave bestod i at indsamle oplysninger om Flyvestation Karup, der husede NATO-hovedkvarteret COMBALTAP, militærdepoterne i Klosterhede og Dejbjerg og olierørlinjen fra Frederikshavn til Karup.
"Flame" og "Depot" tog flere gange til Karup, hvor de kørte rundt om flyvepladsen og spiste på lokale hoteller for at identificere mulige kontakter, og "Depot" overværede et åbent hus-arrangement på flyvepladsen. De overvejede også at udnytte Lorenzens bror, der havde forbindelse med det ingeniørfirma, der byggede den nye kommandobunker på flyvepladsen, men forehavendet strandede, eftersom broderen var stærkt antikommunistisk. Lorenzen holdt også regelmæssigt øje med Aarhus Havn og gennemlæste skibslisterne for at identificere militære transporter, og han indsamlede oplysninger om Marinekommandoen i Aarhus. Gennem sit arbejde fremskaffede han en fortegnelse over medarbejderne og forskellige oplysninger om folkeregisteret, skatteindbetalinger og folkepensionsordninger, og han afleverede sin kones pas til østtyskerne. Alt dette materiale kunne Stasi/HVA sandsynligvis benytte i arbejdet med at skabe falske identiteter til illegale agenter.
Slutteligt foreslog Lorenzen, at Stasi skulle forsøge at hverve en bekendt, som var under uddannelse i USA, og som senere skulle ansættes på den amerikanske ambassade i København. De oplysninger, som Lorenzen var i stand til at fremskaffe, var imidlertid ikke særligt værdifulde, og samarbejdet med DDR blev sat på pause i 1965 for helt at slutte i 1972.
Lorenzen forlod sit job i Aarhus Kommune som 60-årig i 1990. Han havde regnet med en komfortabel efterlønstilværelse i sin villa på Laurvigsgade i det nordlige Aarhus, men det fik han ikke. Klaus Lorenzen blev ramt af en blodprop i hjernen og fik sværere og sværere ved at klare sig selv. Han døde i 2004, 74 år gammel.